# Kreuzkuppelkirche

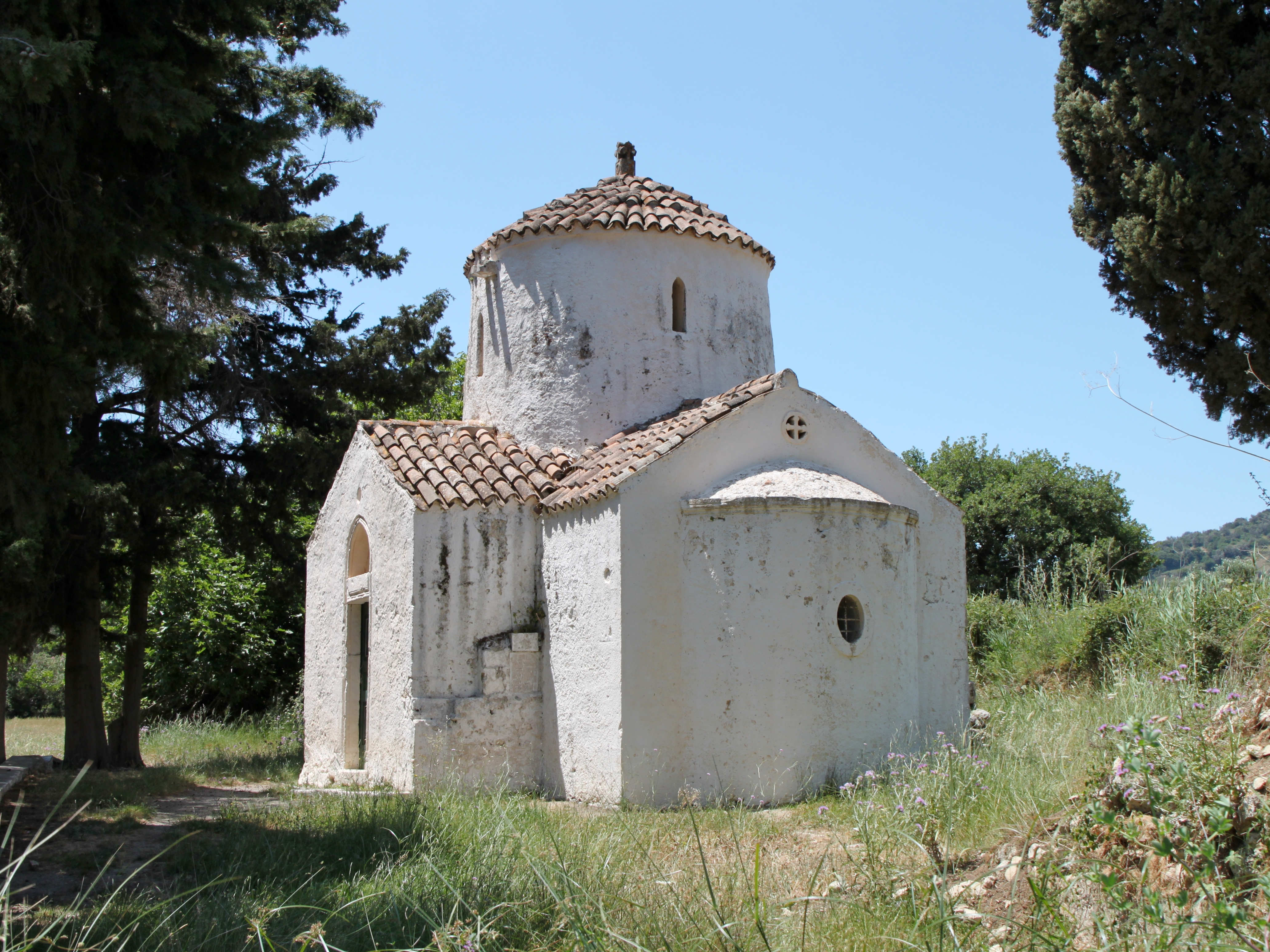
Agia Paraskevi bei Kalogeros, Kreta

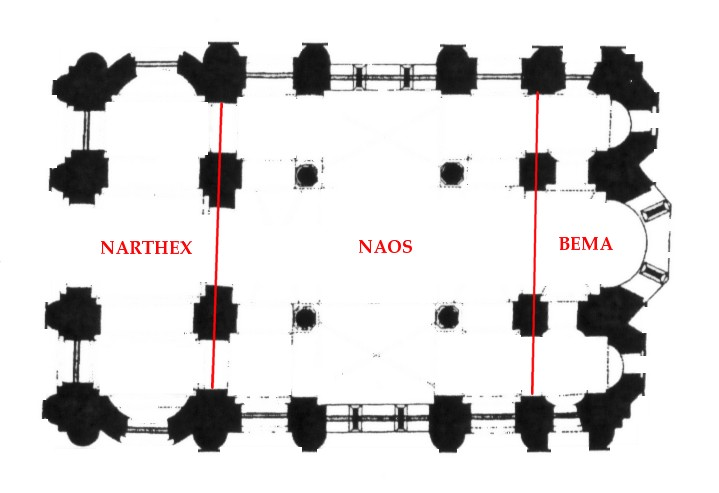
Kirche des Myrelaion (Salböles), heute Bodrum-Moschee in Istanbul

Die Kreuzkuppelkirche ist eine typische Form des byzantinischen Kirchenbaues etwa seit dem 9. Jahrhundert und wird im gesamten Bereich der orthodoxen Kirchen bis heute gepflegt. Als eine der ersten bekannten großen Kreuzkuppelkirchen gilt die 881 eingeweihte sogenannte Neue Kirche (Nea Moni) im Kaiserpalast von Konstantinopel.

## Orthodoxe Kreuzkuppelkirchen

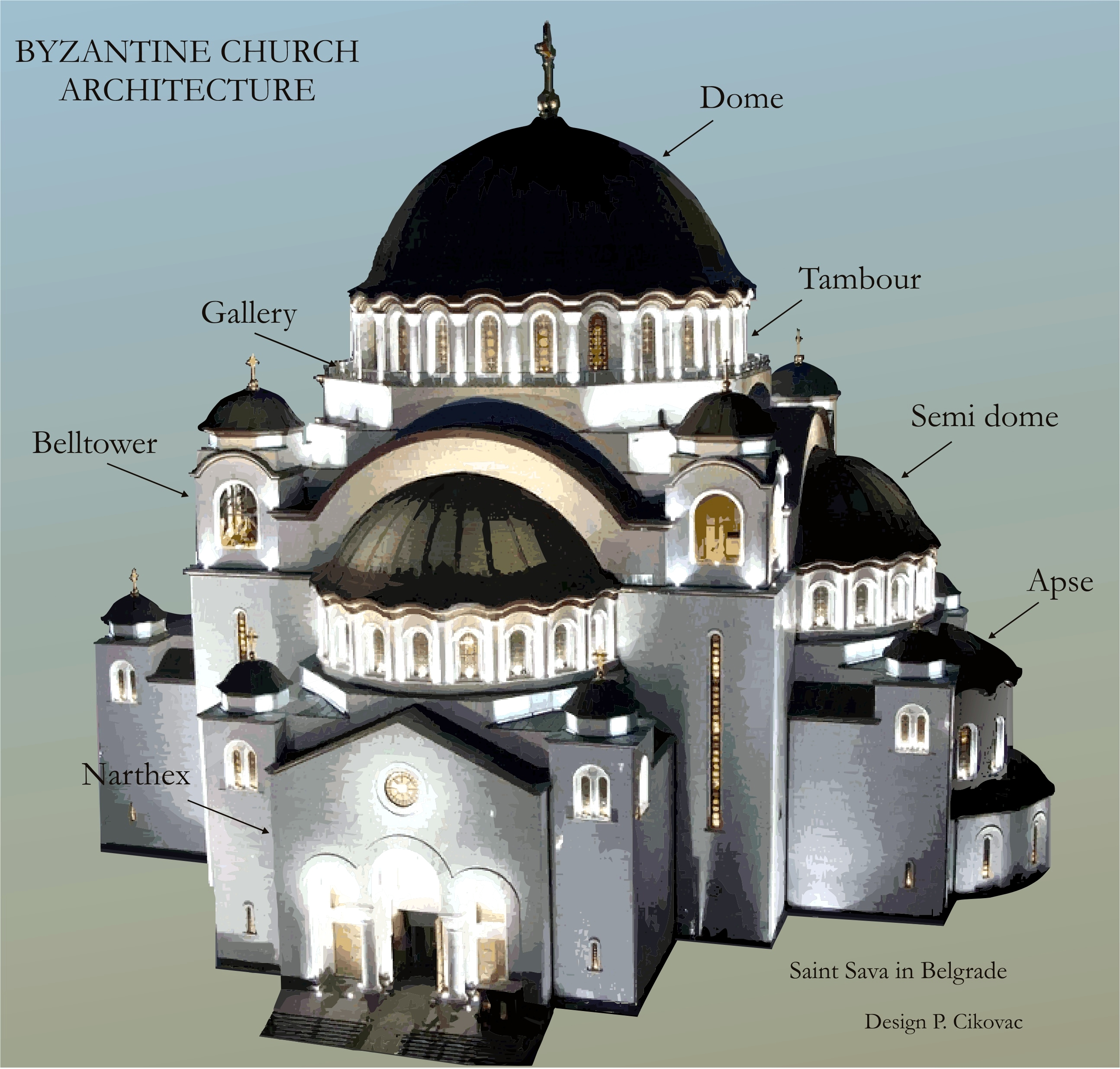
Isometrische Ansicht der Bauteile einer modernen Byzantinischen Kreuzkuppelkirche. Dom des Heiligen Sava in Belgrad

Der Naos einer Kreuzkuppelkirche ist ein quadratischer Raum mit vier eingestellten Säulen oder zwei Säulen und zwei Pfeilern, die vier in der Gestalt eines griechischen Kreuzes angeordnete Tonnengewölbe und darüber in der Mitte eine Kuppel, den sogenannten Tambour, tragen. Je nach Säulenanzahl werden sie auch als Vier- oder Zweisäulenkirche bezeichnet. Kirchen, die einen rechteckigen Grundriss haben und die Kreuzform nur durch die Substruktur gebildet wird, werden auch als eingeschriebene Kreuzkuppelkirchen (griechisch εγγεγραμμένος σταυροειδής με τρούλο) bezeichnet. Technische Voraussetzung der Kreuzkuppelkirche ist die Pendentifkuppel. Die Pendentifs, sphärische Dreiecke, ermöglichen, die runde Kuppel von einem Quadrat aus vier Bögen tragen zu lassen. Ein frühes und gleichzeitig das monumentalste Beispiel der Pendentifkuppel ist die Hagia Sophia in Konstantinopel (Istanbul), selbst keine Kreuzkuppelkirche.
Während die meisten Kirchen im engeren byzantinisch-griechischen Bereich und ebenso die Gotteshäuser der Apostolischen armenischen und georgischen Kirchen nur eine Kuppel aufweisen, haben Kirchen in den slawischen Ländern Südost- und Osteuropas nicht selten fünf Kuppeln. Dabei erheben sich die Nebenkuppeln in der Regel über den Eckräumen des Gebäudes.
Die Basiliuskathedrale in Moskau hat sogar neun Kuppeln, wobei sich die größeren Nebenkuppeln auf den Kreuzarmen befinden und die kleineren auf den Ecken. Im Inneren sind der Saal unter der Hauptkuppel und der anschließende Altarraum ringsum von Nebenräumen umgeben.

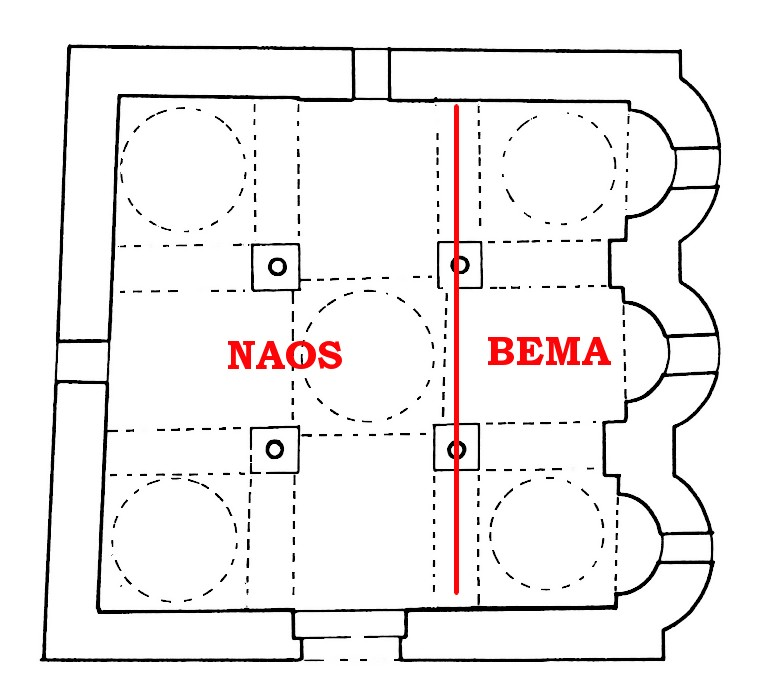
Kreuzkuppelkirche ohne Vorraum in Cattolica di Stilo im noch im Mittelalter byzantinisch geprägten Kalabrien
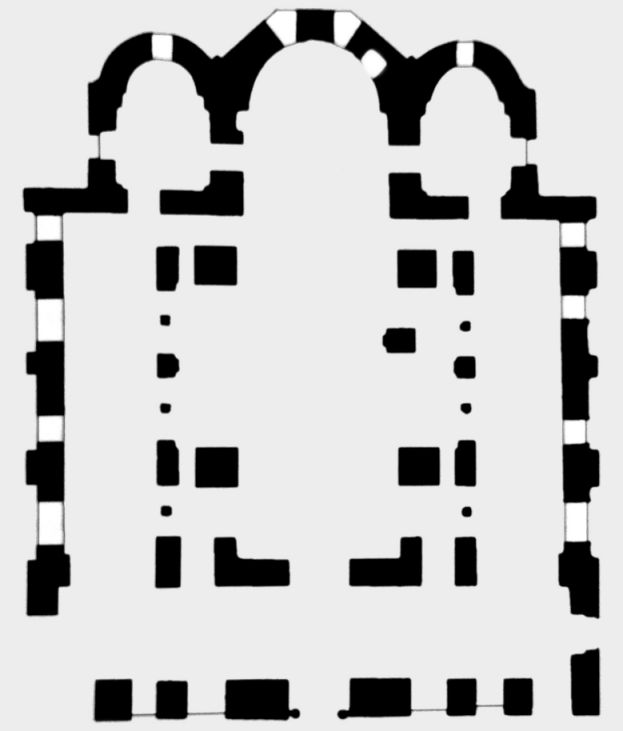
Agia Sofia in Thessaloniki mit starker Abgrenzung zwischen Außen- und Innenbereich
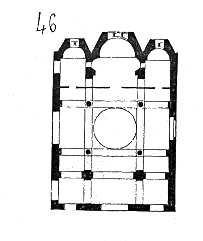
Kapnikarea-Kirche in Athen
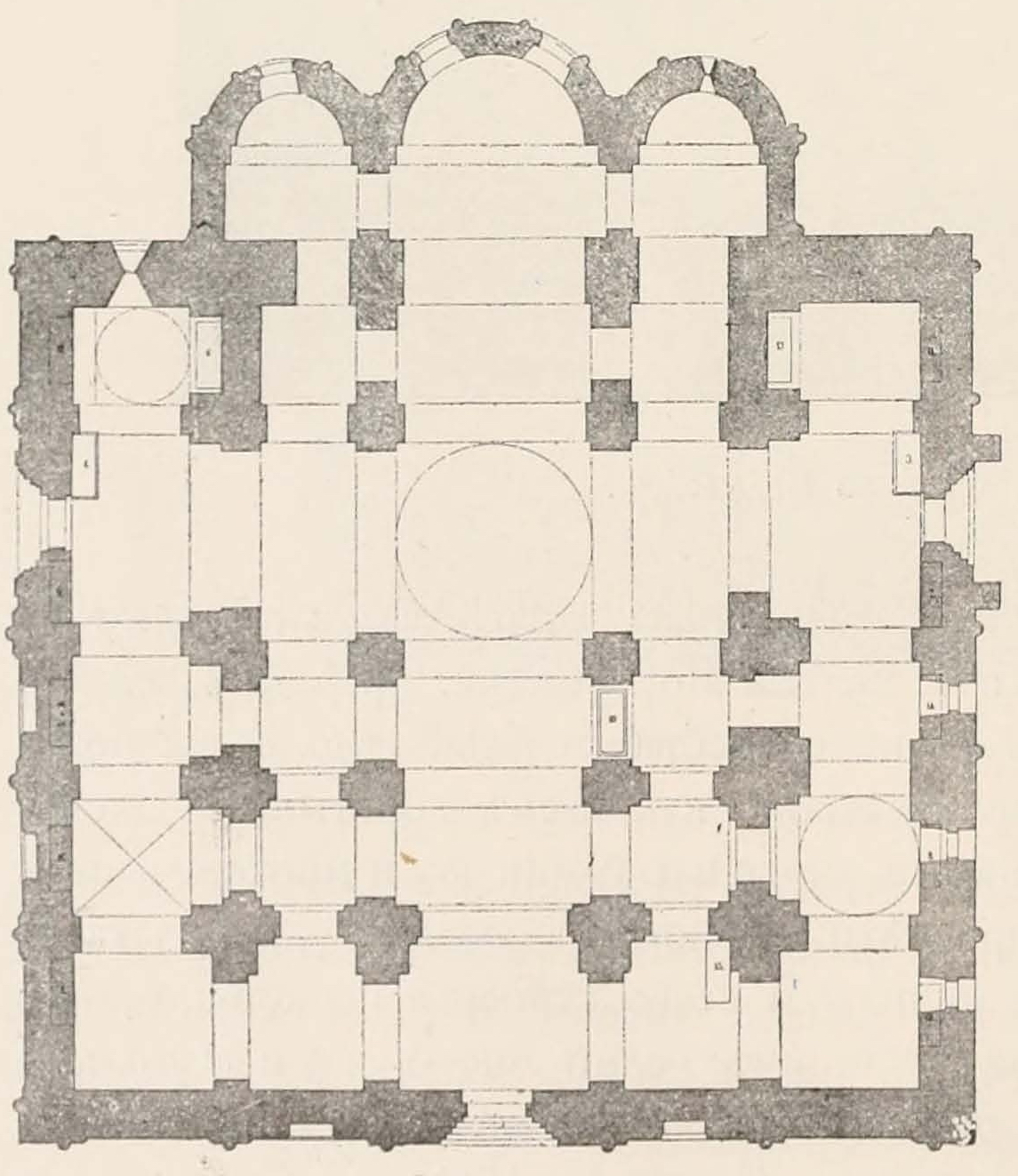
Uspenski- (Mariä+Entschlafens-) Kathedrale in Wladimir (Russland)
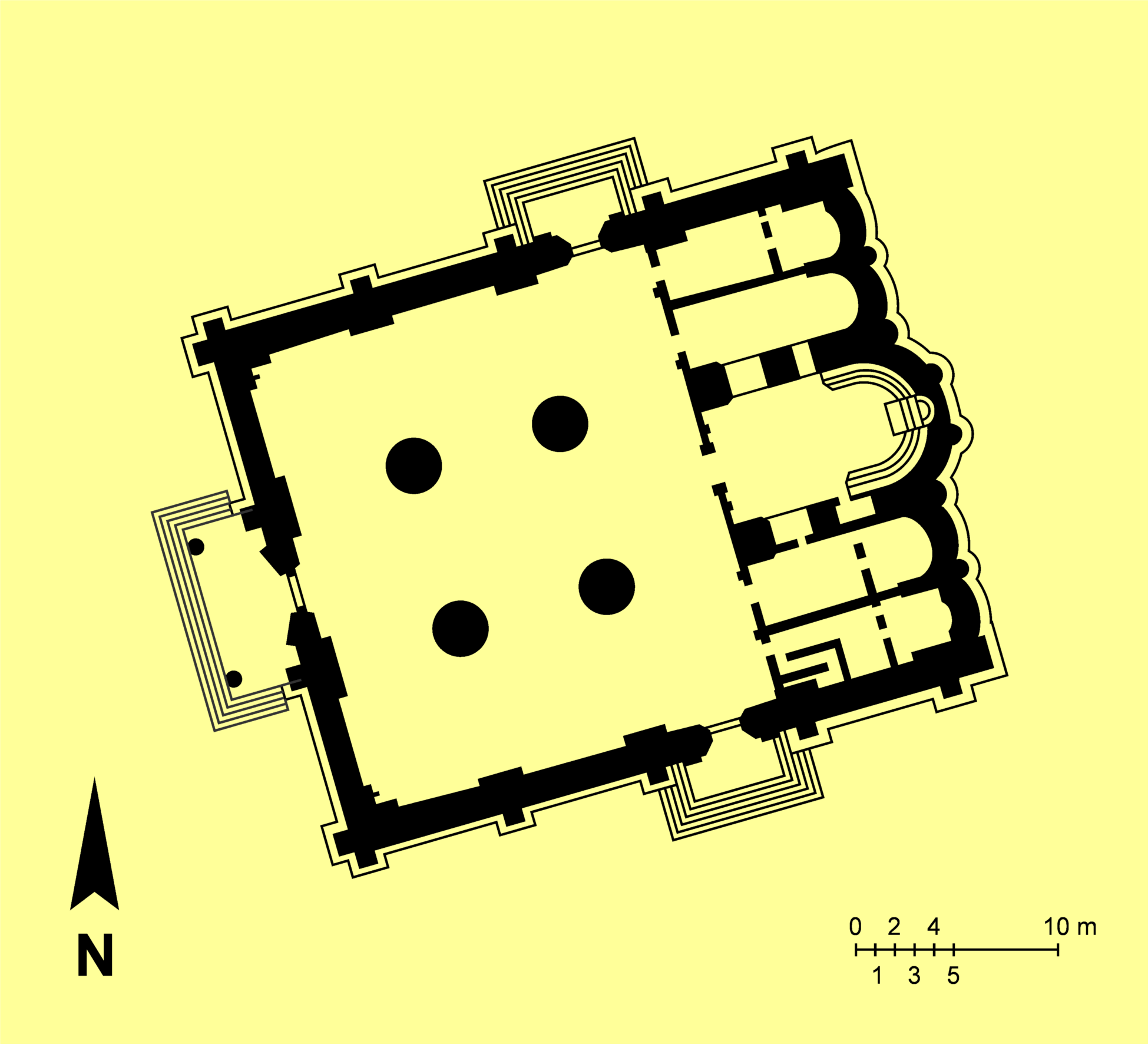
Uspenski- (Mariä+Entschlafens-) Kathedrale in Moskau

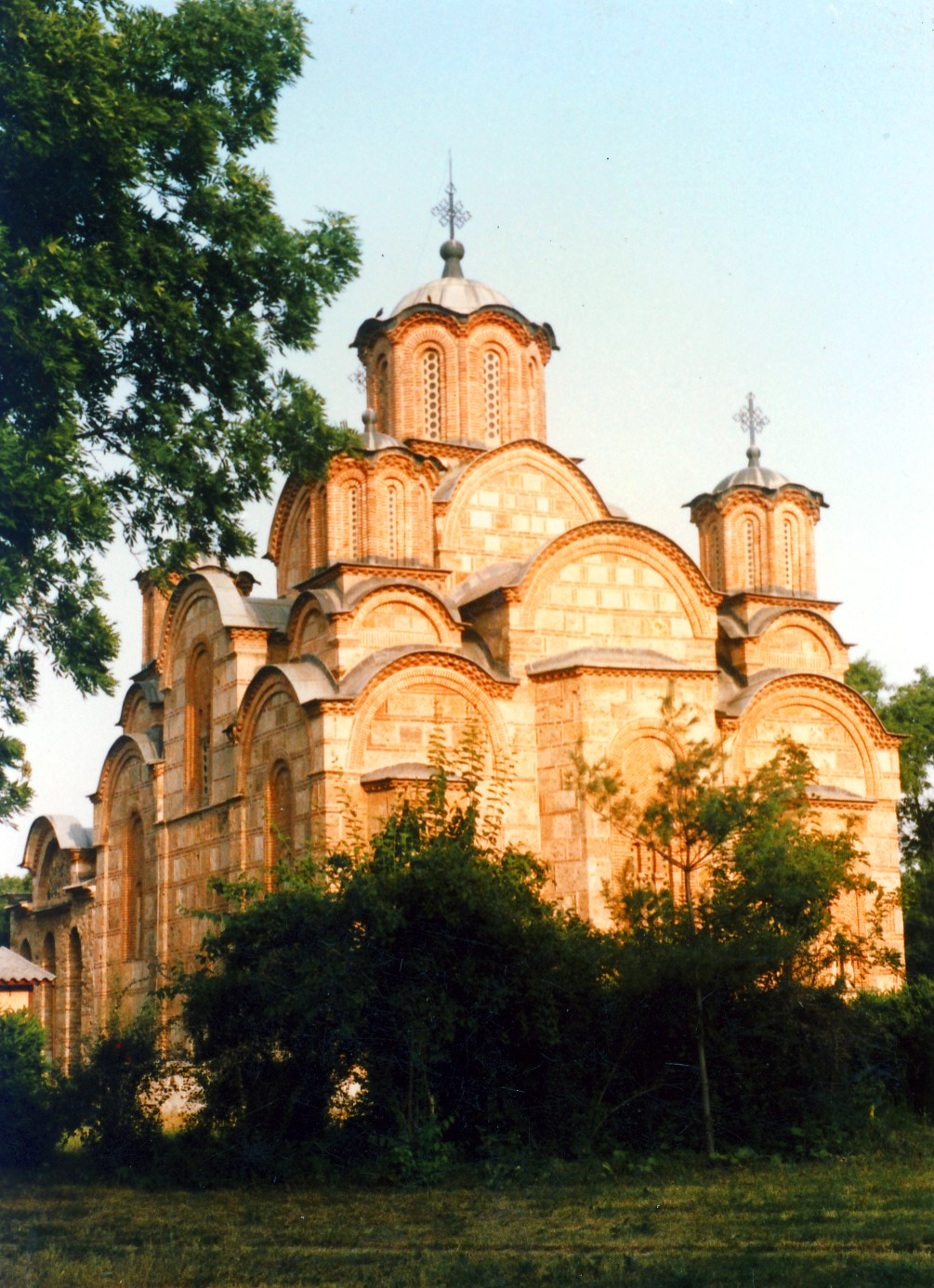
Serbische Klosterkirche Gračanica im Kosovo

An den Naos, also den Raum unter der (Haupt-)Kuppel, schließt nach Osten, durch ein Templon oder eine Ikonostase abgeteilt, ein dreiteiliger Altarraum mit einer oder drei Apsiden an. Die Abgrenzung kann zwischen den beiden östlichen Säulen der Quadrathalle stehen, wodurch der Gemeinderaum kürzer als breit wird, oder am Beginn des östlichen Kreuzarms.
In jedem Fall ist der Bereich hinter der Ikonostase den Priestern vorbehalten. Vom Naos her betrachtet, liegen diese Teile nebeneinander. Der mittlere ist der breiteste und heißt Bema. Hier steht der Altar und manchmal dabei für die Priester eine Sitzbank. Der Bereich nördlich davon heißt Prothesis und dient der Vorbereitung des Abendmahls. Der südöstliche Eckbereich heißt Diakonion und dient der Aufbewahrung liturgischer Bücher und Gewänder. Auf der Westseite liegt zumeist ein Narthex, gelegentlich mit einer Empore.
Bei vielen Kirchen schließt sich an den quadratischen Raum unter der Kuppel nach Westen der Narthex genannte Vorraum an. Er umfasst ein Joch (also drei Gewölbefelder) oder zwei Joche (also sechs Gewölbefelder). Je nachdem, wie stark der Zentralbereich davon abgeschirmt ist, sind fließende Übergänge zur Basilika möglich, im Sinne eines freilich sehr kurzen Kirchenschiffs. Der Narthex hat auch liturgische Funktionen, beispielsweise wird hier getauft. Über dem Narthex, aber auch in den Seitenarmen des Kreuzes, können sich Emporen befinden.
Größere Kreuzkuppelkirchen besitzen, besonders in der Architektur von Konstantinopel, häufig Seitenkapellen und äußere Säulenhallen. Bei Klosterkirchen, zuerst bei der um 1000 errichteten Kirche der Megisti Lavra auf dem Berg Athos, wird oft der Naos durch zwei seitliche Apsiden erweitert.

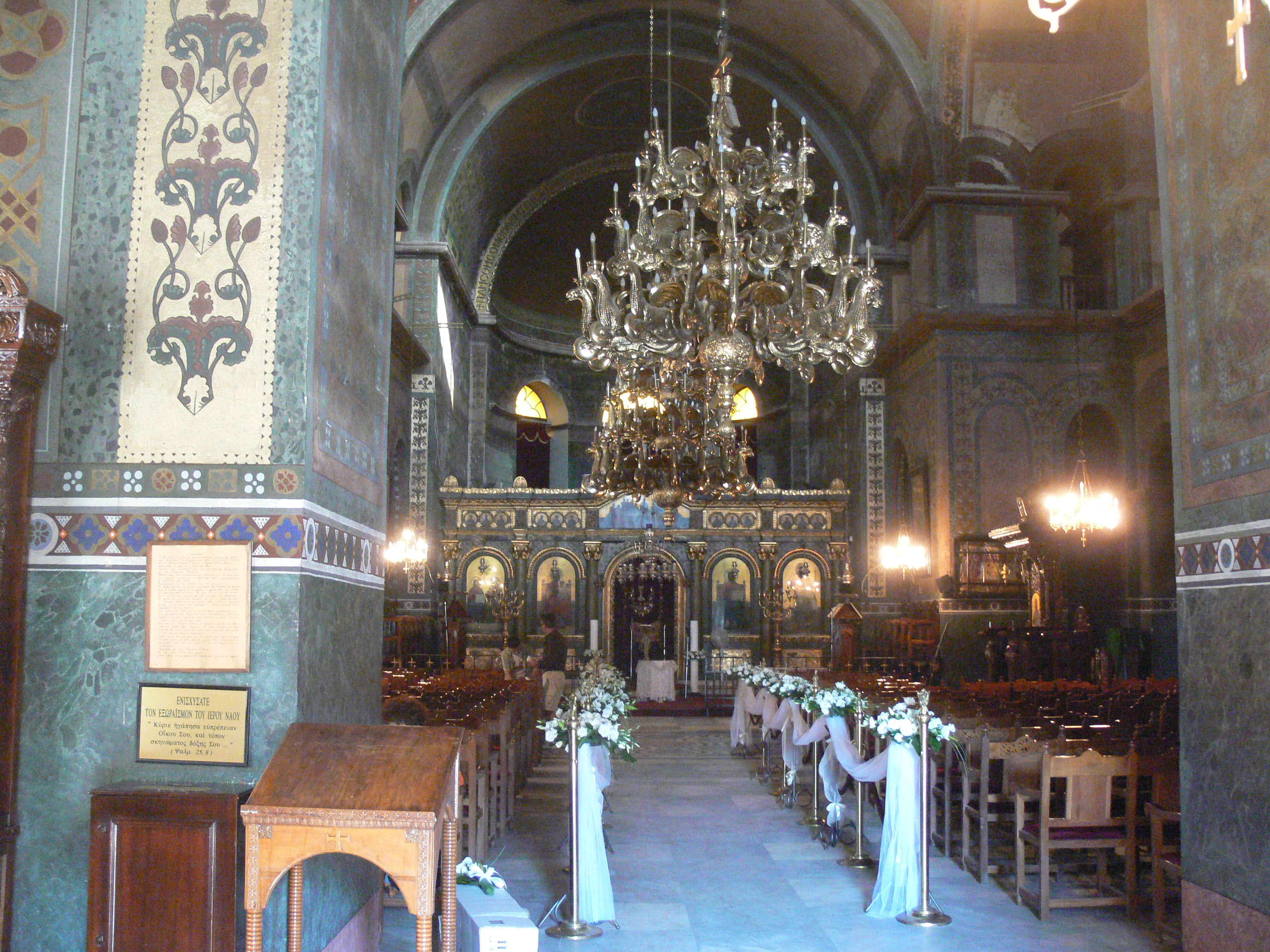
Kuppelhalle der Agia Sofia von Thessaloniki
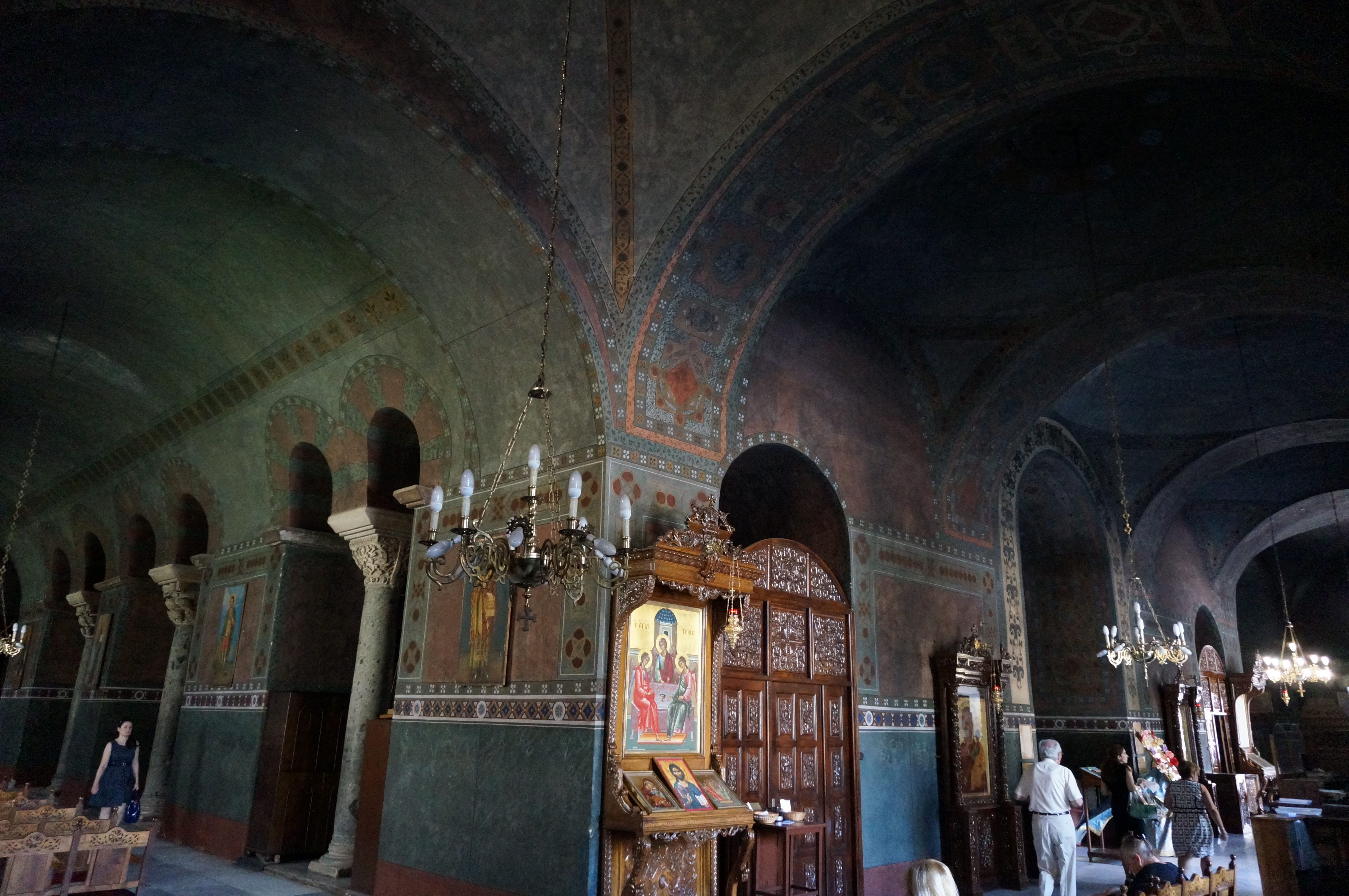
Vorraum der Agia Sofia von Thessaloniki
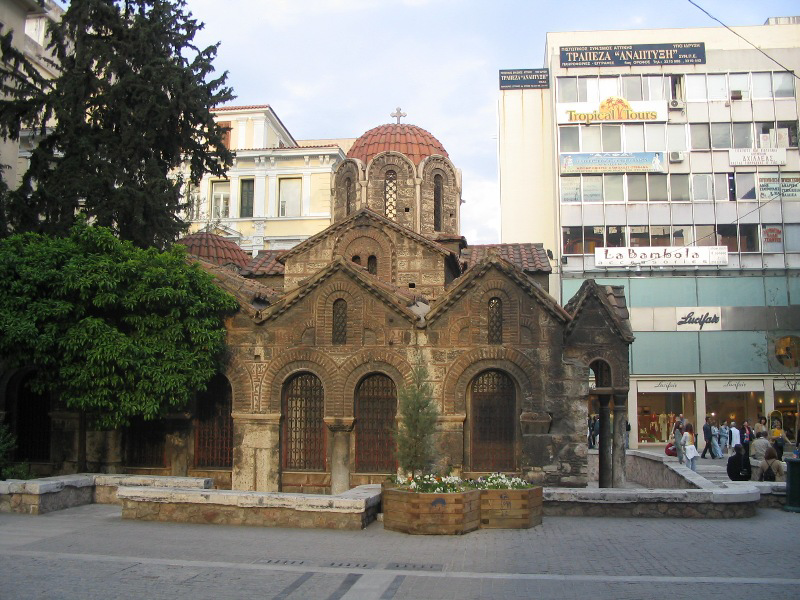
Die Kapnikarea-Kirche in Athen (11. Jh.)
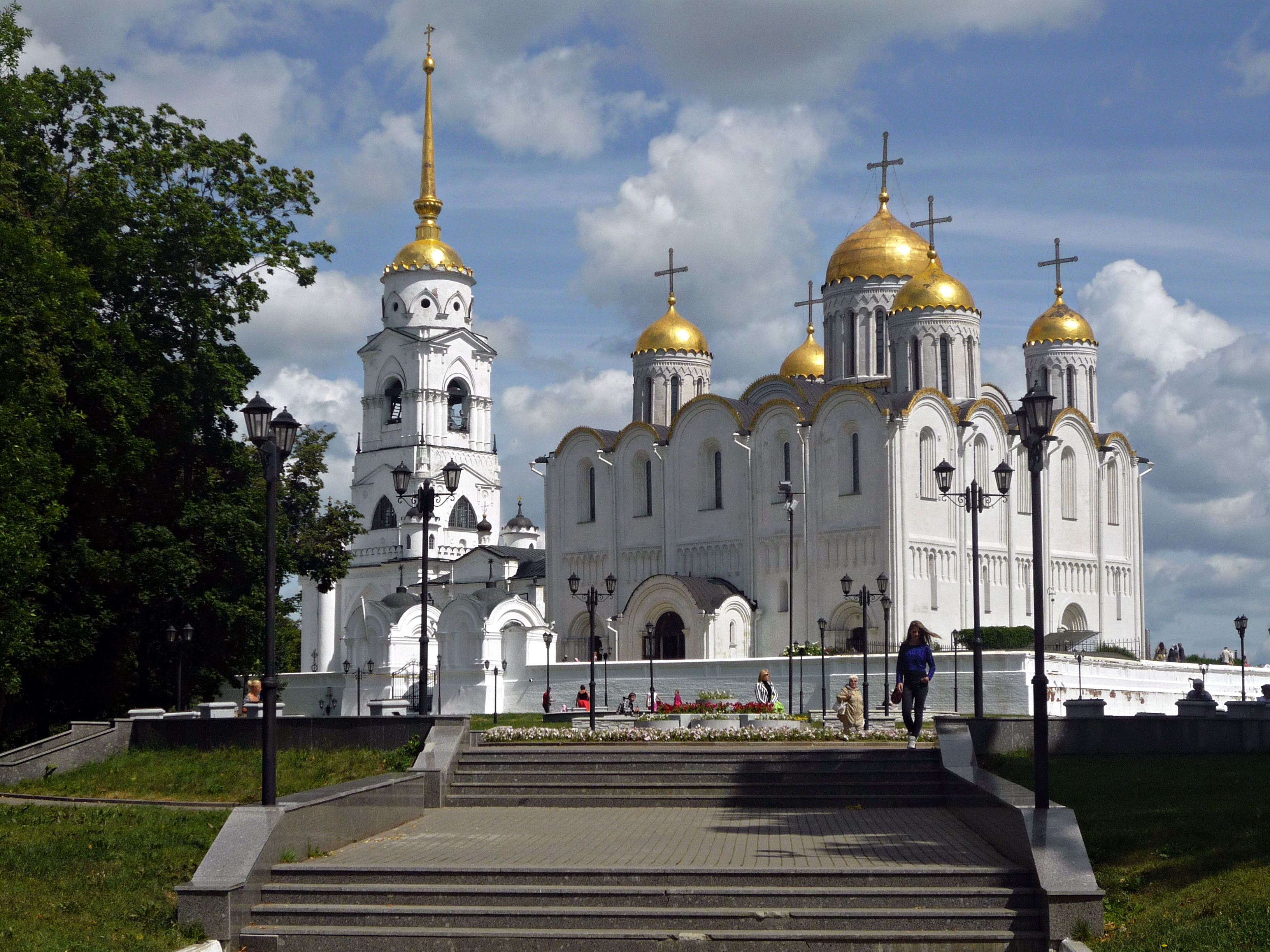
Uspenski- (Mariä-Entschlafens-) Kathedrale in Wladimir (Russland)
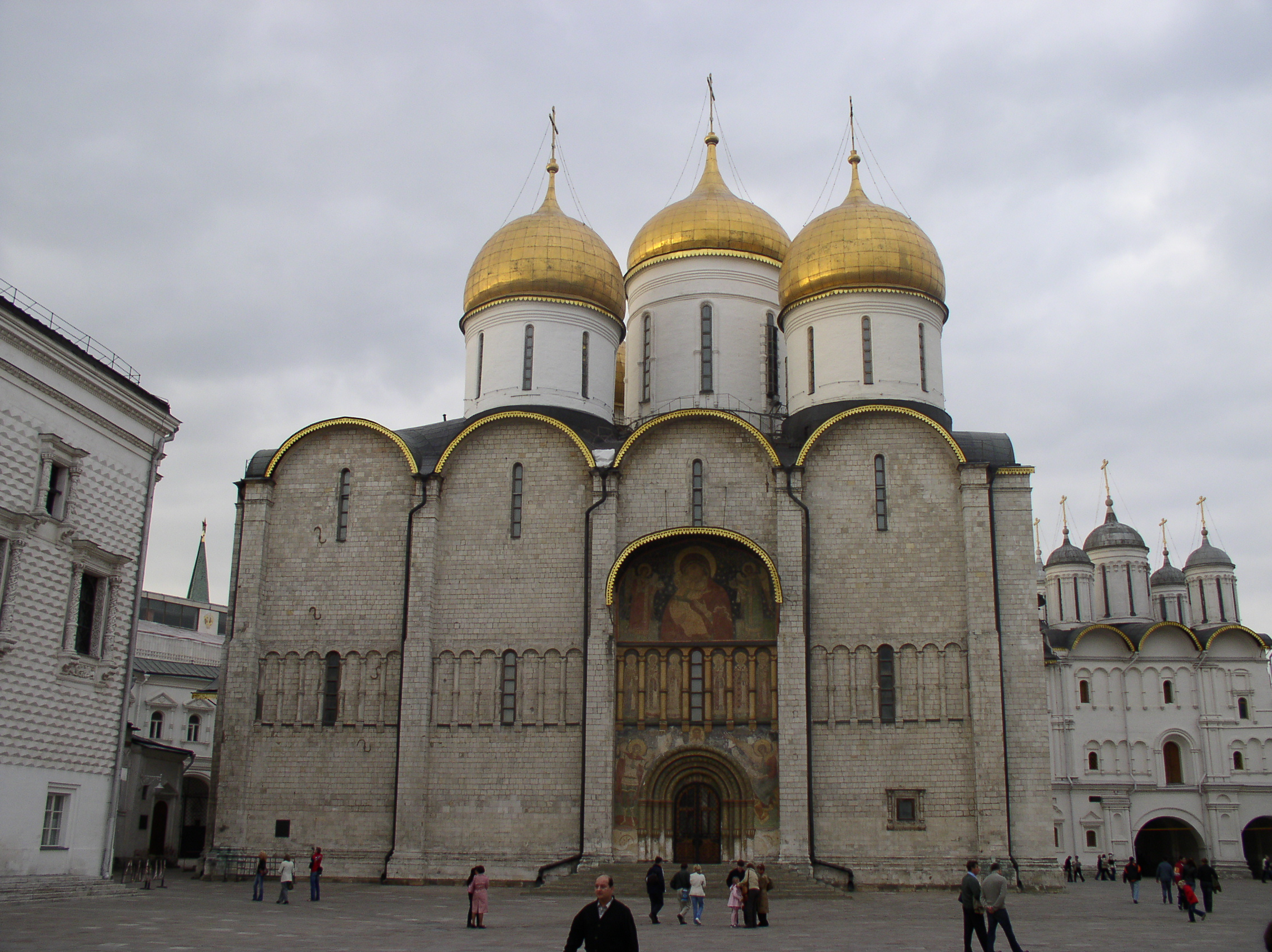
Uspenski- (Mariä-Entschlafens-) Kathedrale und Zwölf-Apostel-Kirche im Moskauer Kreml
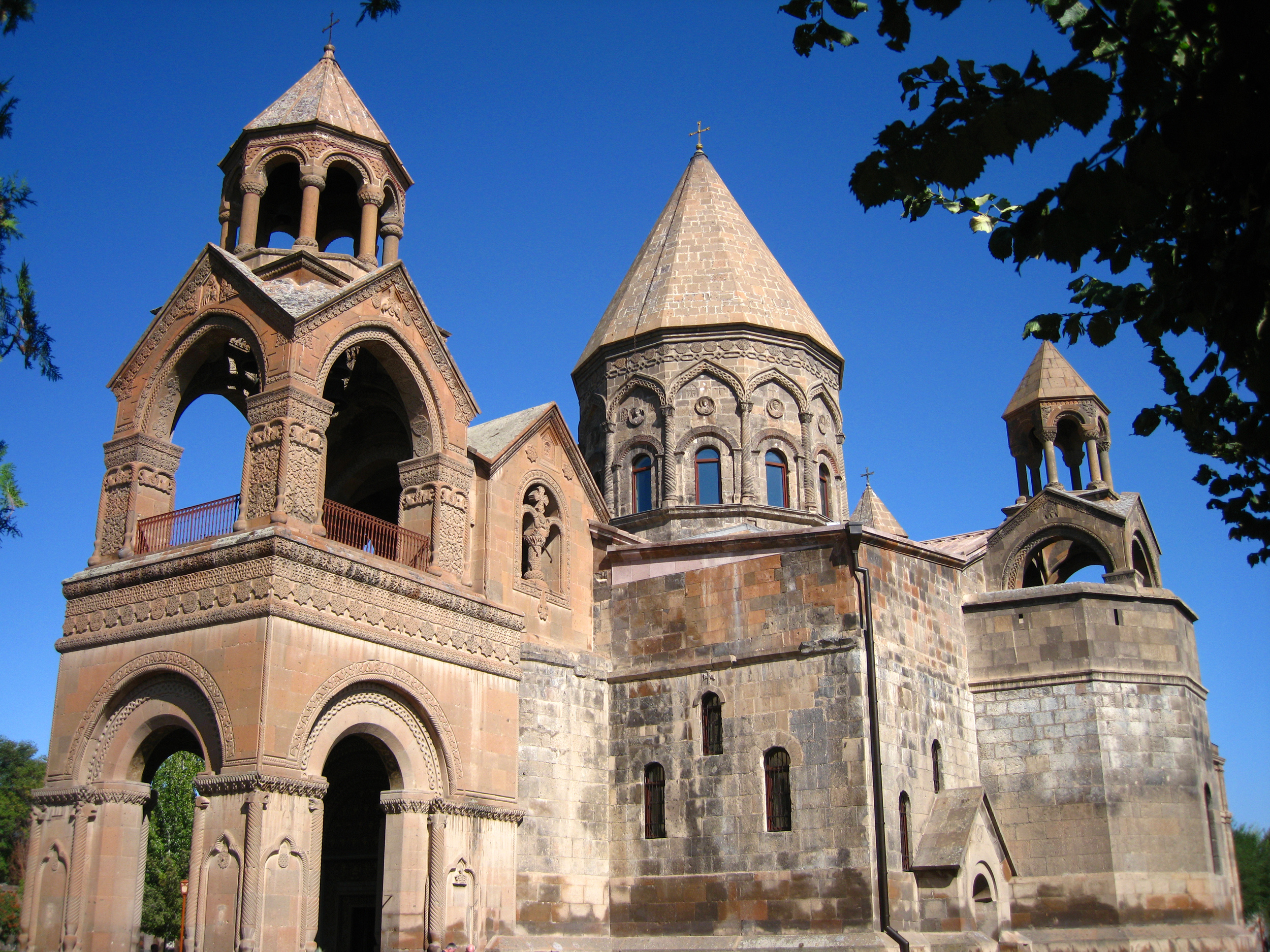
Kathedrale von Etschmiadsin. Kirchen mit kegelförmigen Kuppeln sind charakteristisch für Armenien und Georgien

## Katholische Kreuzkuppelkirchen
Außerhalb der Orthodoxie wurde die architektonische Form der Kreuzkuppelkirche gelegentlich übernommen, jedoch ohne die strenge Funktionseinteilung. Bekanntestes Beispiel ist der Markusdom in Venedig mit seinen fünf Kuppeln. Abweichend von den meisten orthodoxen Bauwerken erheben sich die Nebenkuppeln hier auch über den Kreuzarmen. In diesem Zusammenhang sind auch die kuppelgewölbten Großkirchen Südwestfrankreichs (z. B. die romanischen Kathedralen von Périgueux und Cahors sowie die Abteikirche von Souillac) oder der in deren Tradition stehende Bau von Sacré-Cœur de Montmartre zu nennen.

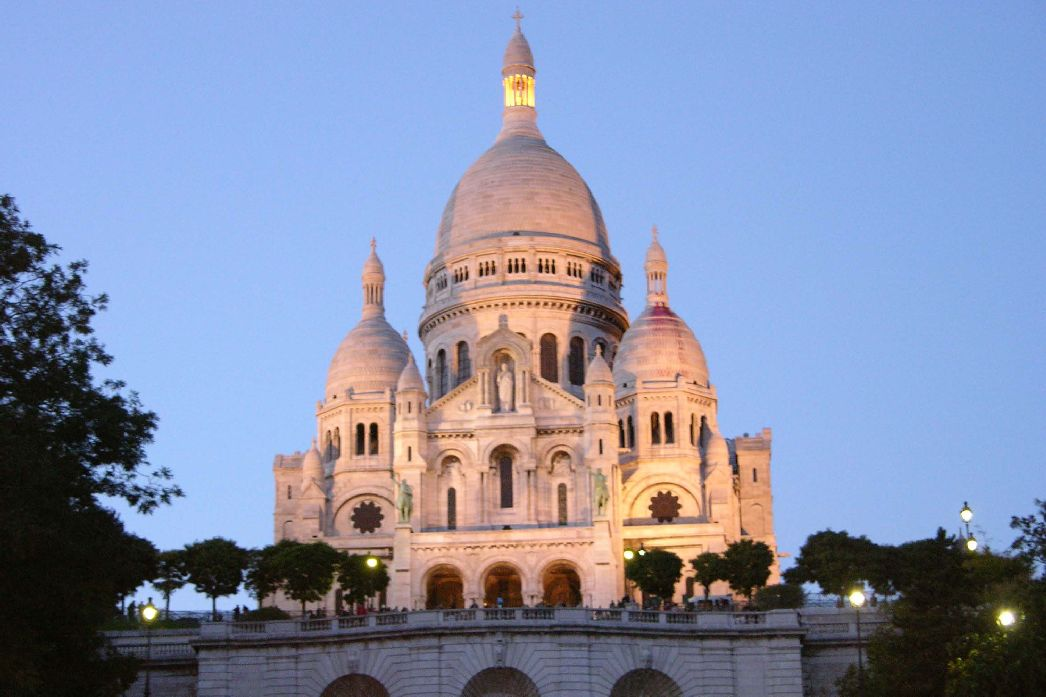
Sacré-Cœur de Montmartre
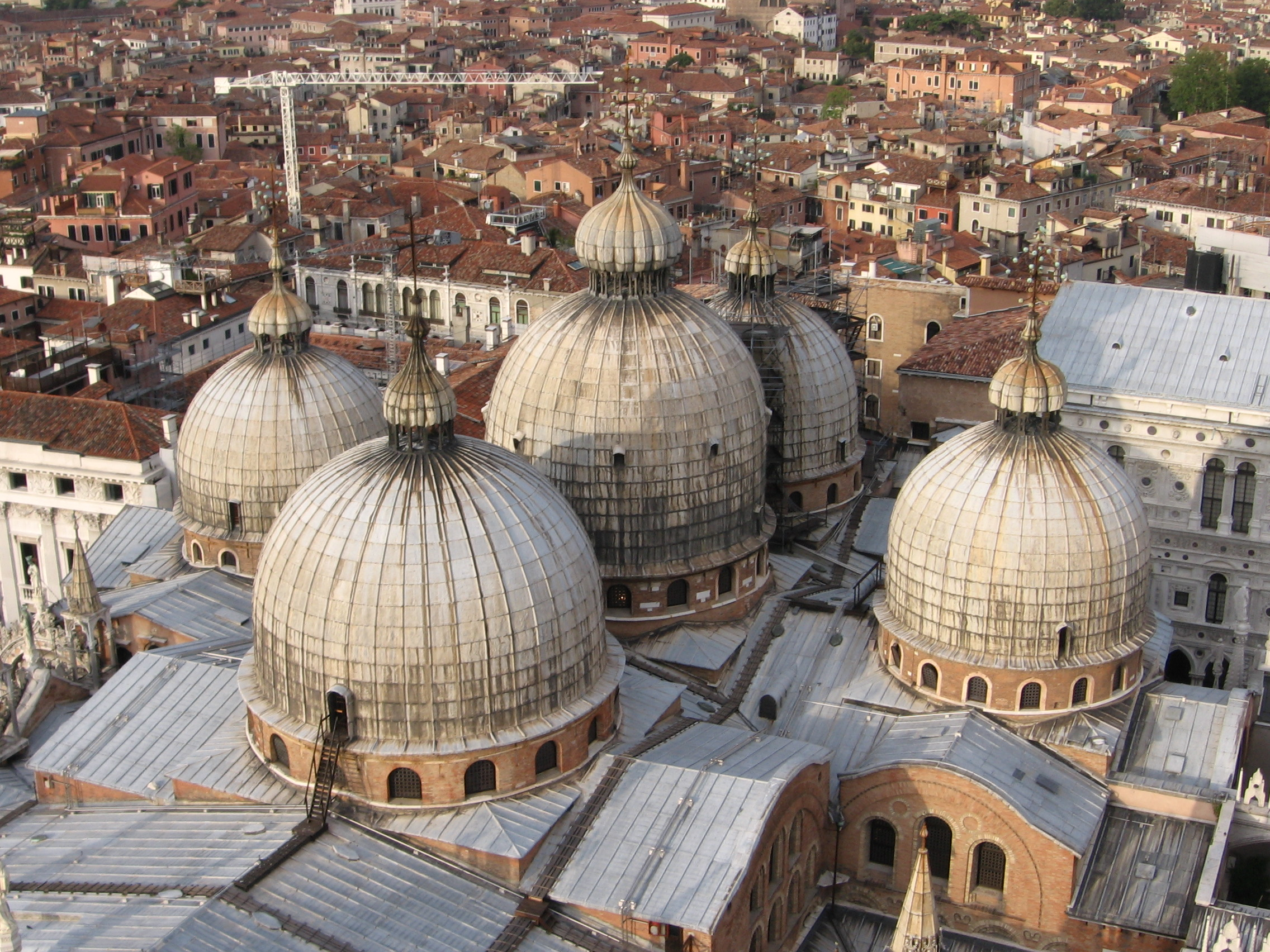
Nebenkuppeln auf den Kreuzarmen: Markusdom in Venedig